# دوک رکوردز
دوک رکوردز (انگلیسی: Duke Records) یک شرکت نشر موسیقی آمریکایی است؛ که در سال ۱۹۵۲ تأسیس شد.